# کاتینا رانیری

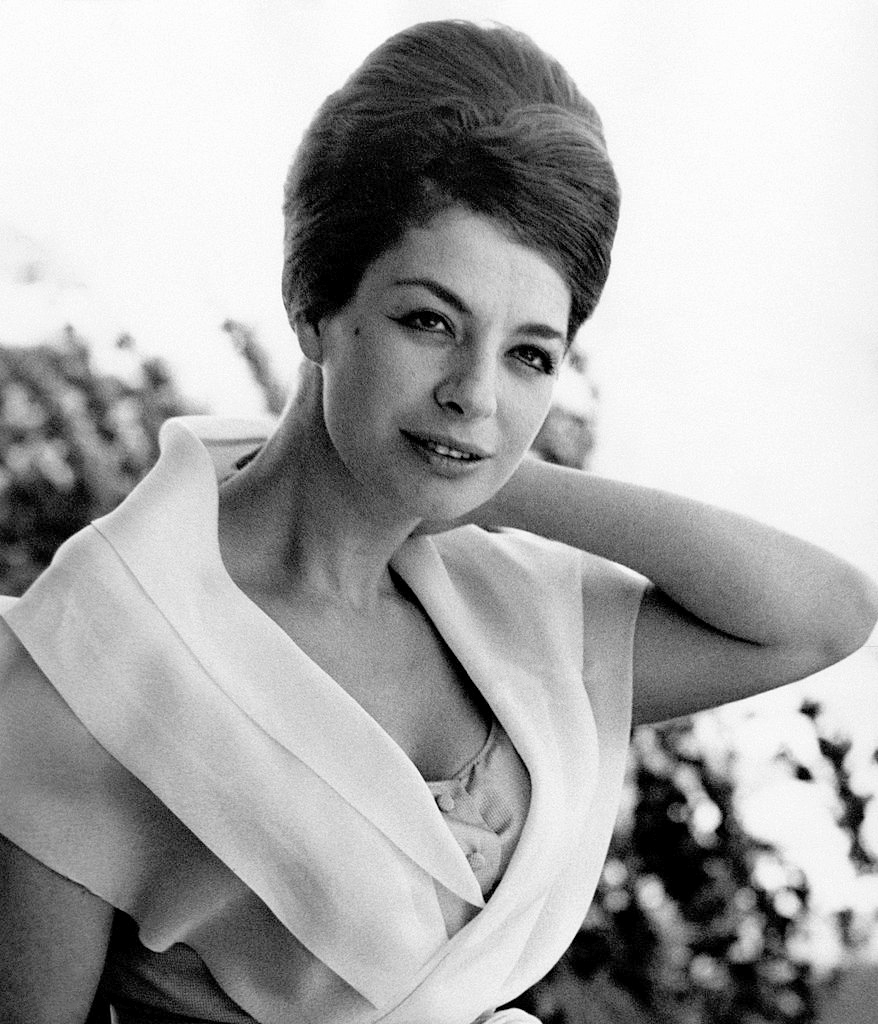
کاتینا رانیری در سال ۱۹۶۰.

کاتینا رانیری (ایتالیایی: Katyna Ranieri) ( زاده ۱۵ اوت ۱۹۲۷ در فولونیکا، ایتالیا) بازیگر و خواننده ایتالیایی است. او در سال ۱۹۵۴ در جشنواره موسیقی سانرمو با آهنگ "Una canzone da due soldi" به شهرت رسید. او اولین خواننده ایتالیایی بود که در سی و ششمین دوره جوایز اسکار در سال ۱۹۶۴ اجرا داشت. او به عنوان هنرپیشه با نینو روتا و فدریکو فلینی همکاری داشت. آهنگی از کاتینا رانیری به نام "ای عشق من" (در اصل موسیقی متن فیلم خداحافظی عمو تام) به عنوان موسیقی متن فیلم درایو در سال ۲۰۱۱ به‌کار رفت. کاتینا رانیری بیوه آهنگساز ریتز اورتولانی است.